# Троїцьке (Мелеузівський район)
Тро́їцьке (рос. Троицкое, башк. Троицкий) — село у складі Мелеузівського району Башкортостану, Росія. Входить до складу Партизанської сільської ради.
Населення — 630 осіб (2010; 669 в 2002).
Національний склад:
- росіяни — 80%